# رودريغو كارو
رودريغو كارو (بالإسبانية: Rodrigo Caro)‏ هو محامي ومؤرخ وكاتب وشاعر إسباني، ولد في 1573 في أوتررا في إسبانيا، وتوفي في 10 أغسطس 1647 في إشبيلية في إسبانيا.